# La italianita
La italianita é uma telenovela venezuelana, produzida e exibida pela RCTV entre 10 de março e 28 de abril de 1973.
A trama é original de Inés Rodena e foi adaptada por Ana Mercedes Escámez. 
Foi protagonizada por Marina Baura e Elio Rubens e antagonizada por Amalia Pérez Díaz e América Barrios.

## Sinopse
Rina é uma menina que vive em um bairro pobre, na companhia de seu pai alcoólatra, sua irmã problemática, seu irmão delinquente e um irmão de 8 anos que vai para a escola. Por sua parte, Rina tem que lutar muito para conseguir sua família à frente. Ela sai diariamente pelas ruas para vender seus bilhetes de loteria.
Paralelo a isso, em uma mansão rica numa área muito tranquila de Caracas vive a ambiciosa Doña Rafaela, que deseja que o seu irmão morra para que ela herde tudo com seu filho Carlos Augusto. Porém, Don Leopoldo, embora muito doente, se recusa para morrer porque ele não quer deixar sua cunhada perversa. 
Longe, longe, em Paris, vive a atormentada e nobre Maria Julia em companhia de seu marido e um filho pequeno. María Julia apesar de sua riqueza e jóias caras, apesar de sua vida extremamente luxuosa, não é feliz. Ela pensa diariamente sobre as crianças que deixou em Caracas há vários anos, as mesmas crianças que são Rina e seus irmãos. 
Um dia, Rina chega ao jardim do amargo Don Leopoldo e oferece-lhe um bilhete de loteria. O velho de sua cadeira de rodas a insulta e a tira daquela casa para gritar. Rina não fica em silêncio e mostra sua pequena educação insultando o velho. Ela sai para lá e, a partir desse momento, um sorriso vem aos lábios de Don Leopoldo desde que uma ideia começou a se formar em sua cabeça. Don Leopoldo propõe a Rina que eles se casem para deixá-la herdeira de toda a fortuna e da casa. Rina não entende o seu plano. Don Leopoldo, que já conhece o problema do álcool de Carmelo, o pai de Rina, diz-lhe que, com esse dinheiro, ela poderá curar seu pai, pagar os estudos de seus irmãos e se mudar para a mansão luxuosa. Rina não entende bem, mas sonha em ter muito dinheiro para ajudar sua família. É assim que Rina se casa com Don Leopoldo.
Alguns dias depois do casamento, Don Leopoldo morre. Rafaela se sente feliz porque tem certeza de herdar tudo, mas para a mulher ambiciosa uma grande surpresa a espera, porque quando o testamento é lido, Rina é nomeada como a única herdeira de toda a propriedade do idoso. Rafaela acredita ficar louca. Existem cláusulas do testamento que devem ser seguidas ao pé da letra, como, por exemplo Rina não pode mudar sua aparência, deve ser sempre um mal vestido sujo, tem que viver nessa mansão e só pode casar com Carlos Augusto, se ela se casa com outro homem, ela perde toda a herança. 
É então, quando a mente maquiavélica de Rafaela planeja um plano: se casar com seu filho com Rina para roubar toda a sua fortuna. Em primeiro lugar, Carlos Augusto se recusa a planejar, mas acaba sendo convencido por sua mãe. Carlos Augusto começa a fingir amor para Rina e ela animada e apaixonada aceita seus beijos. Eles se casam e Doña Rafaela decide enrugar Rina com a ajuda de Reyna, que se sente humilhada e odeia Rina com toda a força. Don Carmelo morre porque seu corpo já não tolera o álcool. O irmão mais velho de Rina vai para a prisão e ela se sente muito angustiada. Na sua vida aparece María Julia, que é sua verdadeira mãe e começa a tratá-la com carinho e a oferecer sua amizade. María Julia visita seu filho na prisão. A única que rejeita aquela "desconhecida" é Bettina. Rafaela faz acreditar que Rina está louca e a manda pra um Manicômio. Já neste momento, Rina está grávida de Carlos Augusto. Rina consegue escapar do Manicômio e vai para o bairro com seus irmãos. Rafaela sente-se furiosa e exige que Carlos Augusto procure Rina e a devolva para a casa, já que ele precisa dela próximo para manipulá-la. Rina, apaixonada, volta à mansão. Os meses passam e Rina dá à luz um pequeno gêmeo, mas uma das meninas nasce deformada e morre. Com manipulações e armadilhas, Rafaela consegue privar a pobre Rina de tudo. Neste momento, Carlos Augusto se apaixonou pela menina indefesa, mas Norita, uma psicóloga que está tentando ajudá-la a superar seus traumas, atravessou seu caminho. Norita se apaixonou por Carlos Augusto e está tentando conquistá-lo. Rina, com um golpe de sorte, atravessa o caminho de um produtor importante e ele a transforma em modelo durante a noite. Por sua parte, María Julia continua a ajudar os filhos. Rina triunfa como modelo e o produtor que se apaixonou por ela pede casamento. Carlos Augusto queima em ciúmes. E, finalmente, descobriu-se que María Julia é a verdadeira mãe de Rina e seus irmãos e pede perdão. Todos aceitam isso. Doña Rafaela fica louca e está presa no mesmo hospital mental onde aprisionou Rina meses antes. Dionísia se arrepende e aceita Rina. Carlos Augusto claramente diz a Reyna e Norita que ele nunca vai amá-las e pedirá o perdão de Rina. Uma vez juntos, Carlos Augusto, Rina e sua filha estão felizes para sempre.

## Elenco
- Marina Baura - Rina Galeana de Zubizarreta
- Elio Rubens - Carlos Augusto Zubizarreta Miranda y Castro
- Amalia Pérez Díaz - Doña Rafaela Miranda y Castro Vda. de Zubizarreta
- América Barrios - Dionisia Miranda y Castro
- Wendy Torres - Bettina Galeana
- Edmundo Valdemar - Don Leopoldo Zubizarreta
- Marisela Berti - Zarina
- María Antonieta Gómez
- Humberto Tancredi - Don Carmelo Galeana
- Carlos Olivier
- Alberto Marín - Chicho
- Violeta González
- Luis Calderón
- Helianta Cruz - Norita
- Agustina Martín - María Julia

## Versões
- Rina versão produzida no México em 1977 por Valentín Pimstein e protagonizada por Ofelia Medina e Enrique Álvarez Félix[2].

- María Mercedes, segunda versão mexicana produzida por Valentín Pimstein em 1992 e protagonizada por Thalia e Arturo Peniche.

- Inocente de ti, terceira versão mexicana produzida por Nathalie Lartilleux em 2004 e protagonizada por Camila Sodi e Valentino Lanus[3].

- Maria Esperança, versão brasileira produzida em 2007 e protagonizada por Bárbara Paz e  Ricardo Ramory.
- Maria Mercedes, versão filipina produzida em 2013 e protagonizada por Jessy Mendiola e Jack Cuenca.